# Léo Anguenot
 Léo Anguenot, né le 25 août 1998 à Annecy, est un skieur alpin et un skieur nautique français. Il est l'un des rares sportifs à pratiquer simultanément deux sports différents au plus haut niveau.

## Biographie - ski nautique

ski nautique

Comme Hugo Desgrippes, il a pratiqué le ski nautique à un excellent niveau avant de se consacrer exclusivement au ski alpin. En octobre 2023 Loris Poussin sort le film Duo sur le parcours sportif de ces 2 athlètes.
Il débute le ski nautique à l'âge de 4 ans, coaché par son père, entraîneur de la ligue Rhône-Alpes. 
Il obtient son premier titre de Champion de France à l'âge de 9 ans dans la catégorie Benjamins (moins de 10 ans). Il en obtiendra de nombreux dans les 4 épreuves des championnats de France (saut, slalom, figures, combiné) dans toutes les catégories de jeunes, jusqu'à celle des Espoirs (moins de 21 ans).
En 2011, il est sacré double Champion d'Europe Cadets (moins de 14 ans) en figures et en combiné à Dniepropetrovsk en Ukraine.
En 2014, il est sacré double Champion d'Europe Juniors (moins de 17 ans) en saut et en combiné à Sesena en Espagne. Cette même année, il est classé no 1 Mondial des moins de 17 ans en combiné.
En 2015, il est sacré double Champion d'Europe Juniors (moins de 17 ans) en figures et en combiné à Rome en Italie. Cette même année, il est classé n° 1 Mondial des moins de 17 ans en saut.
En 2016, il remporte les US Masters juniors en saut et combiné.

## Biographie - ski alpin

ski alpin

### Débuts
En 2011, il est vice-champion de France Benjamins (moins de 13 ans) de Slalom et de Combi-saut à Auron.
En 2014, il devient vice-champion de France Minimes U16 (moins de 16 ans) de Slalom à Auron.
En janvier 2016, il dispute sa première épreuve de Coupe d'Europe dans le slalom de Val Cenis. En mars 2016, il est sacré double Champion de France Cadets U18 (moins de 18 ans) de Slalom géant et de Slalom à Lélex.
Il intègre l'équipe de France Juniors à partir de la saison 2016-2017. En février 2018, il prend la 8e place du slalom géant des Championnats du monde juniors (moins de 21 ans) à Davos en Suisse. En mars , il devient Vice-champion de France Juniors U21 (moins de 21 ans) de Slalom (derrière Théo Letitre) et de Slalom géant (derrière Clément Noël) à Châtel.

### Saison 2018-2019
Il intègre l'équipe de France B à partir la saison 2018-2019. Le 12 janvier 2019, il dispute sa première épreuve de Coupe du monde dans le slalom géant d'Adelboden. En février, il prend une excellente 5e place dans le slalom géant des Championnats du monde juniors (moins de 21 ans) à Val di Fassa en Italie. Le 24 mars, à Isola 2000 il est sacré Champion de France de slalom géant Juniors U21 (moins de 21 ans), et il prend la 4e place des Championnats de France de slalom géant Élite.

### Saison 2019-2020
Le 21 décembre 2019 il réalise son meilleur résultat sur le circuit européen avec une neuvième place obtenue lors du slalom parallèle de Kronplatz puis le 28 janvier 2020 il monte pour la première fois sur un podium européen lors du slalom géant de Méribel. Sa saison prend fin début mars en raison de l’arrêt des compétitions de ski dû à la pandémie de maladie à coronavirus.
Il prend la 14e place du classement général de la Coupe d'Europe de slalom géant.

### Saison 2020-2021

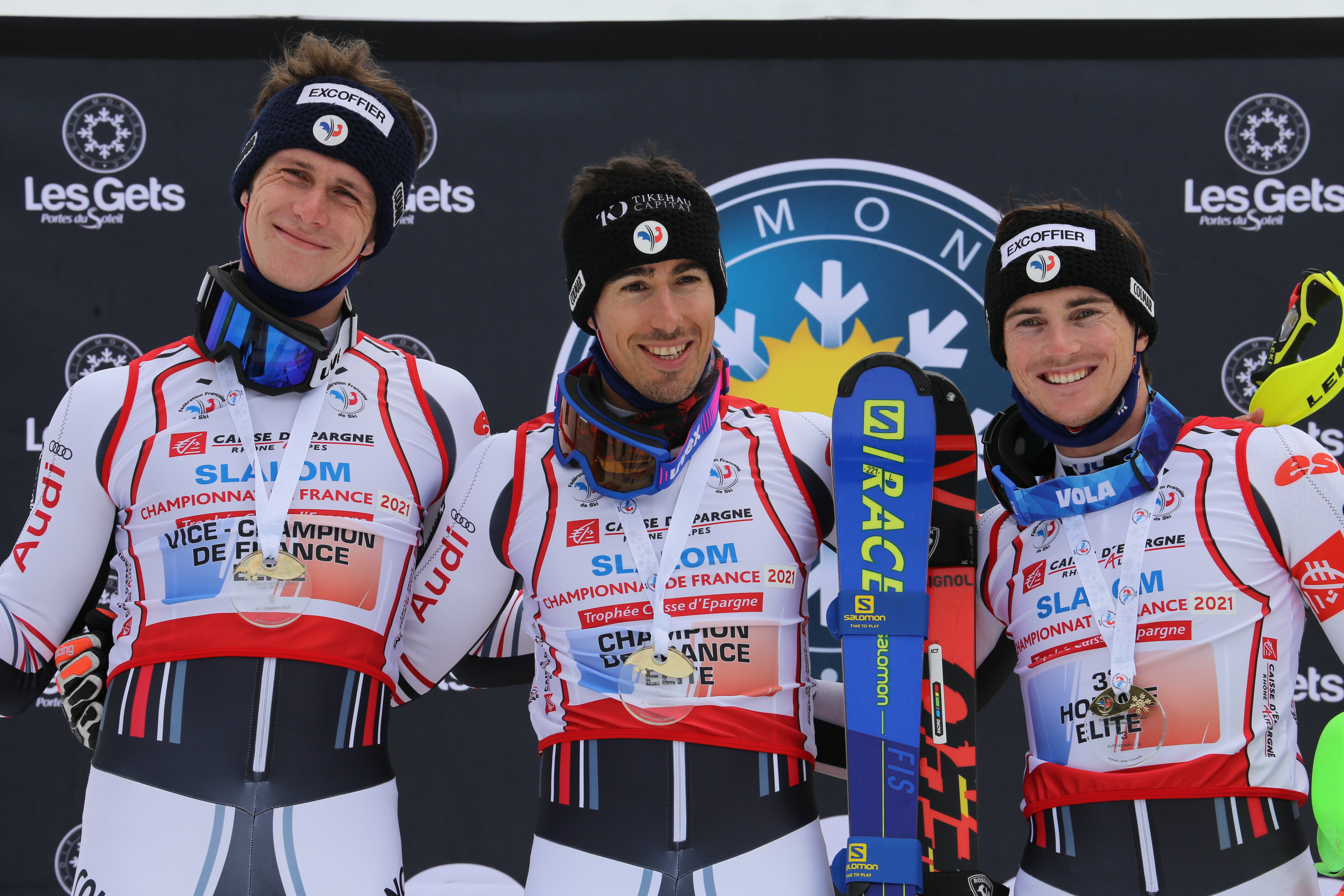
Podium du championnat de France de slalom 2021

Il est intégré dans le groupe d'entraînement de slalom géant de l'équipe A, qui regroupe les meilleurs skieurs français de la spécialité. Mais le 21 septembre, il se luxe l'épaule à l'entraînement, à Saas-Fee. Il ne revient à la compétition que courant janvier 2021.
Le 27 mars il décroche son premier podium aux Championnats de France Elite, en prenant la 3e place du slalom aux Gets, derrière Victor Muffat-Jeandet et Clément Noël. Deux jours plus tard il devient Vice-champion de France du combiné à Châtel, derrière le très en forme Victor Muffat-Jeandet.

### Saison 2021-2022
Très régulier en Coupe d'Europe avec 8 tops-15 en slalom et en géant, il termine la saison à la 15e place du classement du géant et la 19e de celui du slalom. Fin mars, il est sélectionné en équipe de France pour l'épreuve par équipes de la finale de la Coupe du monde (avec Thibaut Favrot, Clara Direz et Coralie Frasse Sombet). Aux championnats de France à Auron, il prend la 4e place du slalom.

### Saison 2022-2023
En décembre, il remonte sur un podium de Coupe d'Europe en prenant la 3e place du second géant de Zinal. Le 7 janvier 2023, il décroche ses premiers points en Coupe du monde en prenant une remarquable 16e place sur le géant d'Adelboden. En février il est sélectionné pour disputer ses premiers championnats du monde (seniors) à Courchevel. Il s'y classe 24e du géant et 29e du slalom. En coupe d'Europe il termine à la 18e place du classement général de slalom géant. Enfin, en avril il devient vice-champion de France de slalom géant à Val Thorens derrière le surprenant Lio Baraldi.

### Saison 2023-2024
Léo Anguenot commence la saison 2023-2024 de la meilleure des manières, en remportant la première course de la saison européenne, sa première victoire en Coupe d'Europe, lors du géant de Zinal. Deux semaines plus tard il récidive en remportant le géant de coupe d'Europe de Valloire. 
En coupe du monde il réalise une très bonne saison en marquant des points dans 8 des 9 épreuves qu'il dispute en slalom géant. Il obtient ses 2 premiers top-15 : 15e dans le géant de Bansko en février et 13e dans celui d'Aspen début mars. Il termine la saison à la 27e place du classement général de slalom géant. Il marque aussi ses premiers points en slalom en se classant 26e de l'épreuve d'Adelboden en janvier. Début avril, il prend la 3e place des championnats de France de slalom géant à Megève.

### Saison 2024-2025
Léo Anguenot commence bien la saison 2024-2025 en slalom géant, se qualifiant pour toutes les secondes manches des épreuves de coupe du monde. Le 22 décembre 2024 à Alta Badia, après avoir terminé 9e de la première manche, le skieur de La Clusaz réalise le quatrième temps de la seconde manche et se hisse pour la première fois de sa carrière sur un podium de coupe du monde, à la deuxième place derrière Marco Odermatt. En février 2025 à Saalbach, il dispute ses seconds championnats du monde. Il s'y classe 15e du géant et 8e avec l'équipe de France (avec Clara Direz, Marie Lamure et Thibaut Favrot) dans l'épreuve mixte par équipe , éliminée de justesse en quart de finale par les Italiens qui vont remporter l'épreuve.. Avec 5 tops-15 dont une seconde place, il termine la saison à la 15e place du classement de la coupe du monde de slalom géant (meilleur français). Début avril à Méribel, il est vice-champion de France de géant, derière Guerlain Favre.

## Palmarès en ski alpin

### Championnats du monde
| Édition / Epreuve                  | Descente | Super G | Slalom géant | Slalom | Combiné | Parallèle | Team event |
| Mondiaux 2023 Courchevel / Méribel | -        | -       | 24e          | 29e    | -       | -         | 7e         |
| Mondiaux 2025 Saalbach             | -        | -       | 15e          | -      | -       | -         | 8e         |

### Coupe du monde
- 47 épreuves de Coupe du Monde disputées (à fin mars 2025)
- Meilleur classement général : 52e en 2025 avec 165 points.
- Meilleur classement de slalom géant : 15e en 2025 avec 165 points.
- Meilleur classement de slalom : 52e en 2024 avec 5 points.
- Meilleur résultat sur une épreuve de coupe du monde de slalom : 26e à Adelboden le 7 janvier 2024.
- Meilleur résultat sur une épreuve de coupe du monde de géant : 2e à Alta Badia le 22 décembre 2024.

8 tops-15 dont 2 tops-5 et un podium

#### Classements
| Saison / Épreuve | Saison / Épreuve | Général | Général | Descente | Descente | Super G | Super G | Géant  | Géant  | Slalom | Slalom | Combiné | Combiné |
| ---------------- | ---------------- | ------- | ------- | -------- | -------- | ------- | ------- | ------ | ------ | ------ | ------ | ------- | ------- |
| Saison / Épreuve | Saison / Épreuve | Class.  | Points  | Class.   | Points   | Class.  | Points  | Class. | Points | Class. | Points | Class.  | Points  |
| 2023             | 2023             | 130e    | 15      | -        | -        | -       | -       | 47e    | 15     | -      | -      | -       | -       |
| 2024             | 2024             | 73e     | 86      | -        | -        | -       | -       | 27e    | 81     | 52e    | 5      | -       | -       |
| 2025             | 2025             | 52e     | 165     | -        | -        | -       | -       | 15e    | 165    | -      | -      | -       | -       |

### Championnats du monde junior
| Édition / Épreuve          | Slalom géant | Slalom  |
| Mondiaux 2018 Davos        | 8e           | Abandon |
| Mondiaux 2019 Val di Fassa | 5e           | Abandon |

### Jeux olympiques de la jeunesse d'hiver
| Édition/Epreuve      | Super G | Géant   | Slalom | Super-Combiné | Équipe |
| JOJ 2016 Lillehammer | 18e     | Abandon | 15e    | Abandon       | 9e     |

### Coupe d'Europe
- 90 épreuves disputées (à fin mars 2024)
- 9 tops-10 dont 4 podiums[26]
- 2 victoires en slalom géant :
  - 1er à Zinal le 7 décembre 2023
  - 1er à Valloire le 22 décembre 2023

#### Classements
| Saison / Épreuve | Saison / Épreuve | Général | Général | Descente | Descente | Super G | Super G | Géant  | Géant  | Slalom | Slalom | Combiné | Combiné |
| ---------------- | ---------------- | ------- | ------- | -------- | -------- | ------- | ------- | ------ | ------ | ------ | ------ | ------- | ------- |
| Saison / Épreuve | Saison / Épreuve | Class.  | Points  | Class.   | Points   | Class.  | Points  | Class. | Points | Class. | Points | Class.  | Points  |
| 2019             | 2019             | 154e    | 21      | -        | -        | -       | -       | 52e    | 18     | 81e    | 3      | -       | -       |
| 2020             | 2020             | 33e     | 198     | -        | -        | -       | -       | 14e    | 159    | 45e    | 39     | -       | -       |
| 2021             | 2021             | 199e    | 8       | -        | -        | -       | -       | 63e    | 8      | -      | -      | -       | -       |
| 2022             | 2022             | 26e     | 249     | -        | -        | -       | -       | 15e    | 132    | 19e    | 117    | -       | -       |
| 2023             | 2023             | 59e     | 145     | -        | -        | -       | -       | 18e    | 120    | 56e    | 25     | -       | -       |
| 2024             | 2024             | 33e     | 224     | -        | -        | -       | -       | 9e     | 224    | -      | -      | -       | -       |

### Championnats de France

#### Élite
| Édition / Epreuve                                        | Descente | Super-G | Slalom géant | Slalom  | Super combiné | Parallèle |
| -------------------------------------------------------- | -------- | ------- | ------------ | ------- | ------------- | --------- |
| Championnats 2015 Serre-Chevalier                        | -        | 37e     | 24e          | 29e     | -             | -         |
| Championnats 2016 Les Menuires                           | -        | -       | 21e          | 17e     | -             | -         |
| Championnats 2017 Val Thorens/Lélex                      | -        | -       | 20e          | 8e      | -             | -         |
| Championnats 2018 Châtel                                 | -        | -       | 10e          | 9e      | -             | -         |
| Championnats 2019 Auron / Isola 2000                     | -        | Abandon | 4e           | Abandon | Abandon       | -         |
| Championnats 2020 Val Thorens                            | annulée  | annulé  | annulé       | annulé  | annulé        | -         |
| Championnats 2021 Châtel / Saint-Jean-d'Aulps / Les Gets | -        | 13e     | Abandon      | Bronze  | Argent        | -         |
| Championnats 2022 Auron / Isola 2000                     | -        | 32e     | 11e          | 4e      | -             | 9e        |
| Championnats 2023 Les Orres / Val Thorens                | -        | -       | Argent       | 5e      | -             | -         |
| Championnats 2024 Megève                                 | annulée  |         | Bronze       | 8e      | -             | -         |
| Championnats 2025 Megève                                 | annulée  |         | Argent       | 6e      | -             | -         |

#### Jeunes
3 titres de Champion de France

##### Juniors U21 (moins de 21 ans)
2019 à Isola 2000 :
- Champion de France de Slalom géant

2018 à Châtel :
- Vice-champion de France de Slalom géant
- Vice-champion de France de Slalom

##### Cadets U18 (moins de 18 ans)
2016 à Lélex :
- Champion de France de Slalom géant
- Champion de France de Slalom

##### Minimes U16 (moins de 16 ans)
2014 à Auron :
- Vice-champion de France de Slalom

##### Benjamins (moins de 13 ans)
2011 à Auron :
- Vice-champion de France de Slalom
- Vice-champion de France de Combi-saut
- 3e en Super G